# 圣约翰座堂 (上海)
圣约翰座堂是中国上海历史上的一座基督教新教教堂，位于今上海市长宁区万航渡路1575号华东政法大学校园即原圣约翰大学校园内，由美国圣公会差会开辟。
1881年，美国纽约的克拉克孙家族捐资6000美元给圣约翰书院，用于建造礼拜堂。企业家托马斯·克拉克孙先生（1837-1894）和他的姐妹热心公益，为纪念他们的母亲伊丽莎白和阿姨拉维尼亚小姐，捐资兴建了这座教堂。1885年，他们又出资建造了纽约州北部圣劳伦斯县波茨坦市的三一堂。
由于施约瑟主教生病，圣约翰堂在1884年5月破土动工，于1884年11月1日诸圣日完工，即圣约翰书院成立五年之后。该堂为哥特式风格，最初设有300个座位，供该校师生礼拜之用。
在1899年和1902年，圣约翰堂两度扩建，座位从300个增加到600个。1901年，圣约翰堂升格为圣公会江苏教区的主教座堂。重要典礼、会议，以及圣约翰大学的毕业典礼，都在圣约翰座堂内举行。
1927年，王宠惠和朱学勤在圣约翰座堂举行婚礼。
1951年，圣约翰大学改为公立学校，教堂也被收归国有，改为他用。1980年，华东政法学院为修建新图书馆，而拆除了原圣约翰座堂建筑。